# Liste der Rijksmonumente in Ulrum
Im niederländischen Ort Ulrum, der zur Gemeinde Het Hogeland gehört, gibt es 12 Einträge im Monumentenregister:

## Einzeldenkmäler
| Objekt                                                                      | Typ?                | Baujahr                 | Architekt                                | Adresse             | Koordinaten?                    | Nr.?   | Bild                                     |
| --------------------------------------------------------------------------- | ------------------- | ----------------------- | ---------------------------------------- | ------------------- | ------------------------------- | ------ | ---------------------------------------- |
| Kerk van Ulrum, Reformierte Kirche mit Turm                                 | (Teil einer) Kirche |                         | C.H. Peters (1916–1917)                  | H. de Cockstraat 5  | 53° 21′ 31,1″ N, 6° 19′ 53,2″ O | 35863  | Kerk van Ulrum                           |
| Ehemaliger Grenzpfahl an der Grenze Ulrums zu Leens (zuvor ein Schandpfahl) | Grenzpfahl          |                         |                                          | bei Leensterweg 59  | 53° 21′ 40,1″ N, 6° 21′ 29,2″ O | 35864  | Grenzmarkierung                          |
| Neptunus                                                                    | Wohnhaus            |                         |                                          | Noorderstraat 1     | 53° 21′ 35,2″ N, 6° 19′ 49″ O   | 35865  | Neptunus (Wohnhaus)                      |
| Reformiertes Pfarreigebäude Hendrik de Cocks                                | Dienstwohnung       |                         |                                          | H. de Cockstraat 1  | 53° 21′ 29,2″ N, 6° 19′ 52,4″ O | 509438 | Wohnhaus                                 |
| Konsistoriumsgebäude                                                        | (Teil einer) Kirche |                         |                                          | H. de Cockstraat 3  | 53° 21′ 30,3″ N, 6° 19′ 51,6″ O | 509439 | Konsistoriumsgebäude                     |
| Westerhouw                                                                  | Bauernhof           | 1908                    | P.M.A. Huurman                           | Leensterweg 54      | 53° 21′ 38,8″ N, 6° 21′ 24,9″ O | 509457 | Bauernhof Westerhouw                     |
| Westerhouw, Fußgängerbrücke                                                 | Brücke              | um 1930                 |                                          | nahe Leensterweg 54 | 53° 21′ 39,7″ N, 6° 21′ 25,6″ O | 509458 | Fußgängerbrücke bei Bauernhof Westerhouw |
| Wiegehäuschen                                                               | Wiegehäuschen       |                         | W. Reitsema und H. Nienhuis              | Spoorstraat 68      | 53° 21′ 41,4″ N, 6° 19′ 31,9″ O | 509478 | Wiegehäuschen                            |
| Straßenbrückenwaage                                                         | Transport           | 1939                    |                                          | Spoorstraat 68      | 53° 21′ 41,4″ N, 6° 19′ 31,9″ O | 509479 | Straßenbrückenwaage                      |
| Altreformierte Kirche                                                       | (Teil einer) Kirche | 1901                    | L. Reitsma                               | Leensterweg 1       | 53° 21′ 39,1″ N, 6° 20′ 4,5″ O  | 509489 | Wohnhaus                                 |
| Bahnhofsgebäude Ulrum                                                       | Transport           | 1922                    |                                          | Spoorstraat 28      | 53° 21′ 39″ N, 6° 19′ 42″ O     | 509493 | Bahnhofsgebäude                          |
| Wohnhaus mit angebauter Scheune                                             | Wohnhaus            | 1920 und 1938 (Scheune) | L. Reitsma (1920) und W. Reitsema (1938) | Stationsweg 1       | 53° 21′ 36,4″ N, 6° 19′ 40,6″ O | 509499 | Wohnhaus                                 |